# Martina Goricanec
Martina Goricanec (* 19. September 1993 in Feldkirch) ist eine ehemalige österreichische Handballspielerin, die zuletzt beim Schweizer Erstligisten LC Brühl Handball unter Vertrag stand.

## Karriere
Martina Goricanec, deren Familie aus der kroatischen Stadt Valpovo stammt, begann das Handballspielen in ihrer Geburtsstadt beim HC JCL BW Feldkirch. Im Alter von 14 Jahren schloss sie sich Hypo Niederösterreich an. Mit Hypo gewann sie 2013 den Europapokal der Pokalsieger sowie mehrere österreichische Meisterschaften und ÖHB-Cups. Im Sommer 2016 wechselte die Rückraumspielerin zum Schweizer Erstligisten LC Brühl Handball. Mit Brühl gewann sie 2017 und 2019 die Schweizer Meisterschaft sowie 2017 den Schweizer Cup. Nach der Saison 2018/19 beendete Goricanec ihre Karriere.
Goricanec gewann bei der U-19-Europameisterschaft 2011 die Bronzemedaille. Goricanec gehörte dem Kader der österreichischen Nationalmannschaft an, für die sie 65-mal auflief.